# Sèrbia
Sèrbia (en serbi: Србија, Srbija) és un país situat al sud-est d'Europa a la zona dels Balcans. Limita al nord amb Hongria, a l'est amb Romania i Bulgària, al sud amb Macedònia del Nord i Albània, i a l'oest amb Montenegro, Croàcia i Bòsnia i Hercegovina.
Durant gairebé un segle, Sèrbia va formar part de diferents confederacions d'eslaus del sud, incloent-hi el Regne dels serbis, croats i eslovens del 1918 al 1941 (reanomenat Regne de Iugoslàvia el 1929), la República Federal de Iugoslàvia del 1992 al 2003 i la Unió Estatal de Sèrbia i Montenegro del 2003 al 2006. Després que Montenegro votés per sortir de la Unió Estatal, la República de Sèrbia (en serbi: Република Србија, Republika Srbija) va proclamar, el 5 de juny del 2006, la seva independència com a successora de la Unió Estatal de Sèrbia i Montenegro.
El 17 de febrer de 2008, Kosovo va declarar la seva independència de manera unilateral, sense que el govern serbi reconegui el nou estat.
No s'ha de confondre Sèrbia amb la República Sèrbia, que és una de les dues entitats que formen Bòsnia i Hercegovina.

## Història
El Regne de Sèrbia va ser establert en el segle xi, i en el segle xiii va convertir en l'Imperi Serbi. Després de 1918, Sèrbia com a fundadora, era part de Iugoslàvia en les seues diverses formes. A partir de 1992, després de la independència d'Eslovènia, Croàcia, Bòsnia-Hercegovina i Macedònia del Nord, de la República Socialista Federal de Iugoslàvia, i fins a febrer de 2003, Sèrbia i Montenegro van integrar la República Federal de Iugoslàvia.
Sèrbia està poblada majorment per serbis. Les minories significatives a Sèrbia inclouen albanesos, hongaresos, italians, croats, eslovacs, búlgars i romanesos.
Els serbis van entrar en el seu actual territori a principis del segle vii, instal·lant-se en sis formacions tribals distintes Rascia/Raška, Bòsnia, Neretva/Pagania, Zachumlie/Zahumlje, Trebounia/Travunija i Zeta.
El primer estat serbi va sorgir davall Caslav Klonimirovic a mitjan segle x en Rascia. La primera meitat del segle xi va veure alçar-se a la família Vojislavljevic en Zeta.
Finalment, a mitjan segle xii va veure una vegada més l'ascensió de Rascia amb la dinastia Nemanjic. Els Nemanjic van conduir Sèrbia a una edat d'or que va produir un estat poderós amb apogeu durant el govern del Tsar Esteve Dušan a mitjan segle xiv, abans van sucumbir a l'Imperi Otomà (amb Zeta, l'últim baluard, que finalment va caure el 1499). En ascendir l'arxiduc Carles al tron imperial va haver de fer front als atacs dels turcs entre 1716-1718 i conquerí part de terres turques a Valàquia i Sèrbia, les quals perdé en la guerra de 1737-1739.
Sèrbia va guanyar la seua autonomia a l'Imperi Otomà en dos alçaments, el 1804 i en 1815, encara que les tropes turques seguiren en la guarnició militar de la capital, Belgrad fins a 1867. Sèrbia era un principat entre 1817 i 1882, i un regne entre 1882 i 1918, temps durant el qual la política interna va girar, en gran part, al voltant de la rivalitat dinàstica de les famílies Obrenovic i Karadordevic.
L'assassinat al capital bosniana, Sarajevo (el 28 de juny de 1914), de l'Arxiduc Franz Ferdinand, hereu del tron dels Habsburg, per Gavrilo Princip, un jove serbi-bosnià, va motivar un ultimàtum de Viena demandant Sèrbia li permetera una investigació austrohongaresa del complot sobre el sòl serbi. A pesar de l'acceptació de Sèrbia (el 25 de juliol) de quasi totes les demandes, l'Imperi Austrohongarès li va declarar la guerra el 28 de juliol. La mobilització de l'Imperi Rus en suport de Sèrbia, per la seua banda, va provocar un ultimàtum alemany demandant la retirada de les seues forces, i la declaració de guerra entre les grans potències durant la primera setmana d'agost.
Després de la Primera Guerra Mundial, Sèrbia va unir el Regne dels serbis, croats i eslovens, i va canviar el nom a Regne de Iugoslàvia el 1929. Després de la Segona Guerra Mundial, Sèrbia era part de la República Socialista Federal de Iugoslàvia. Des de 1992 Sèrbia formava part de la República Federal de Iugoslàvia junt amb Montenegro i del 2003 al 2006, membre d'una unió amb Montenegro. El 3 de juny del 2006, el parlament de Montenegro va declarar la independència després d'un referèndum celebrat el 21 de maig del mateix any. El 5 de juny l'Assemblea Nacional de Sèrbia, va declarar a la república com a successora de la Unió Estatal de Sèrbia i Montenegro.

## Política
Després de la caiguda de Slobodan Milošević, el 5 d'octubre de 2000, el país va ser governat per l'Oposició Democràtica de Sèrbia. Quan Milošević va ser detingut, el Partit Democràtic de Sèrbia (DSS) va abandonar el govern de coalició. No obstant això, el 2004 el DSS va acumular prou suport per a formar el nou Govern de Sèrbia, junt amb el G17 Plus, el SPO-NS, i el suport del Partit Socialista de Sèrbia. El 4 de febrer de 2003 el parlament de la República Federal de Iugoslàvia va estar d'acord amb una forma més feble de cooperació entre Sèrbia i Montenegro dins d'una república anomenada Sèrbia i Montenegro. El 17 d'agost de 2006 l'Assemblea Nacional de Sèrbia va adoptar Bože Pravde (Déu de justícia) com himne. També, l'escut reial d'Obrenovic és el nou escut d'armes, que substitueix a l'Escut d'Armes de Sèrbia adoptat després de la Segona Guerra Mundial. Va ser inicialment usat en el segle xix.
El president de Sèrbia és Aleksandar Vučić, del Partit Progressista Serbi (SNS) des del 2017. L'estiu de 2022 va esclatar la crisi de Kosovo del Nord i l'oposició, unida en la coalició de nou partits Serbia Contra la Violència (Srbija Protiv Nasilja, o SPN) va aconseguir que Vučić convoqués eleccions anticipades el 17 de desembre de 2023 després de manifestar-se durant mesos contra el govern d'Ana Brnabić pel tiroteig a l'escola primària Vladislav Ribnikar de Belgrad i el tiroteig de Mladenovac i Smederevo Mladenovac, sent nomenat nou Primer ministre de Sèrbia Miloš Vučević, i Brnabić fou nomenada presidenta de Assemblea Nacional de Sèrbia.

## Divisió administrativa
Sèrbia està formada per 180 municipis, més la regió autònoma de Voivodina, amb 54 municipis. Fins al 17 de febrer de 2008, Kosovo i Metoija, amb trenta municipis, fou també una regió autònoma de Sèrbia, encara que administrada per les Nacions Unides. Posteriorment accedí a la independència. Sèrbia està dividida administrativament en 29 districtes (Округ/Okrug en serbi) i la Ciutat de Belgrad. Dels 30 districtes (inclosa la Ciutat de Belgrad), 7 estan ubicats a la Voivodina i 18 a la Sèrbia central.
La part de Sèrbia que no és ni Kosovo ni Voivodina és anomenada Sèrbia central. La Sèrbia central no és una divisió administrativa i, per tant, no té cap govern regional.

### Districtes per província

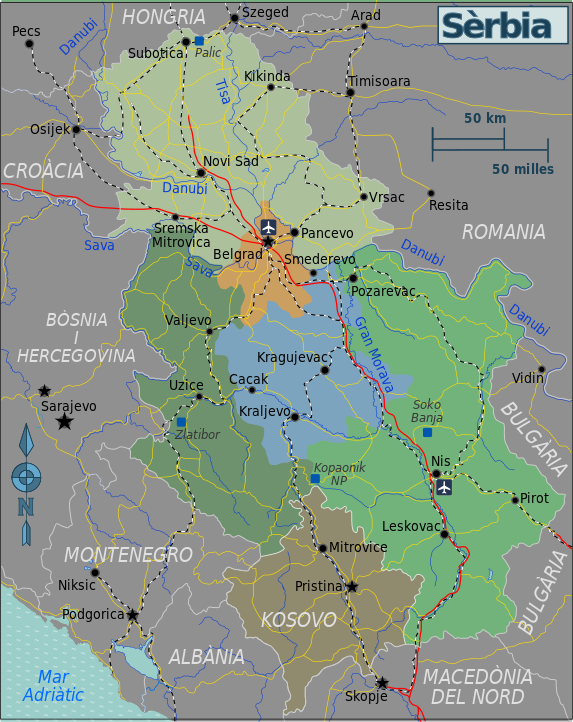
Divisions administratives de Sèrbia.

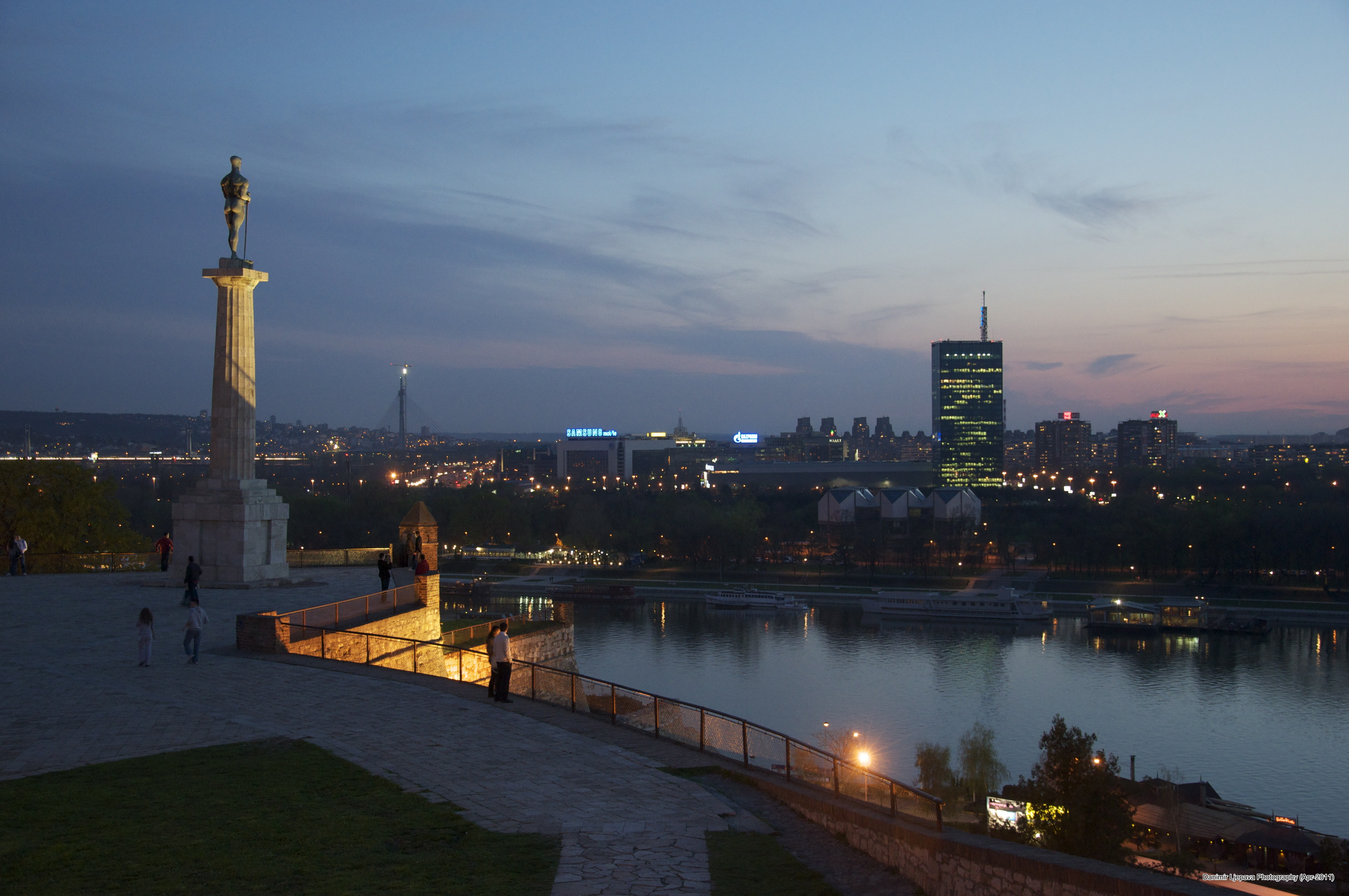
La ciutat de Belgrad, capital de Sèrbia i del districte al qual dona nom, vista des de la Fortalesa de Kalemegdan.

## Geografia
Sèrbia està ubicada en els Balcans, una regió històrica i geogràfica d'Europa del sud-est. Comparteix fronteres amb Kosovo, Montenegro, Bòsnia-Hercegovina, Bulgària, Croàcia, Hongria, Macedònia del Nord, i Romania. No té sortida al mar, això no obstant, el riu Danubi proporciona navegació a l'interior d'Europa i al mar Negre.
El terreny de Sèrbia s'estén per riques i fèrtils planes de la regió nord de Voivodina, zones de pedra calcària i conques en l'est, i al sud-est antigues muntanyes i tossals. El riu Danubi domina el nord. Un afluent, el riu de Moraviana flueix per les regions més muntanyoses del sud.
El clima serbi varia entre un clima continental boreal amb hiverns freds i estius calents i humits, amb precipitacions ben distribuïdes, i un clima més Adriàtic al sud, amb estius calents i secs, i tardors i hiverns relativament freds amb fortes nevades a l'interior.

## Demografia
Sèrbia està poblada majoritàriament per serbis. Les minories significatives a Sèrbia inclouen albanesos, hongaresos, italians, croats, eslovacs, búlgars i romanesos.

## Transport
Sèrbia, i en particular la vall de Moraviana és sovint descrit com "l'encreuament entre l'Est i l'Oest", que és un de motius primaris de la seua història turbulenta. La vall és, de molt, el camí més fàcil de pas per terra entre Europa continental i Grècia i Àsia Menor perquè no és una regió muntanyosa.
Les rutes europees E65, E70, E75 i E80, així com E662, E761, E762, E763, E771 i E851 passen pel país. La E70 occidental de Belgrad i la major part de la E75 són modernes carreteres o almenys semicarreteres.
El riu Danubi, la connexió d'Europa central amb la mar Negra, flueix a través de Sèrbia.
Hi ha tres aeroports internacionals a Sèrbia, a Belgrad, Prishtina i l'acabat de rehabilitar en Niš.
El transportador aeri nacional és Jat Airways i el sistema de ferrocarril és operat per Beovoz a Belgrad i ZTP a nivell nacional.